# GletscherBus II
De GletscherBus II is een funitel in het Oostenrijkse skigebied op de Hintertuxer Gletscher te Hintertux. De kabelbaan is in 1995 in gebruik genomen en is daarmee de eerste funitel van de Oostelijke Alpen en van Oostenrijk. Het is tevens de eerste funitel van Doppelmayr in Oostenrijk. De kabelbaan begint waar de GletscherBus I eindigt, op 2100 meter hoogte op de Sommerberg. Nadat er 500 meter is overwonnen komt men aan op 2600 meter hoogte, bij het Tuxer Fernerhaus waar men een goed zicht heeft op de gletsjer. De Tuxer Fernerhaus is namelijk gelegen aan de voet van de Hintertuxer Gletscher. In de zomer kan men tot het Tuxer Fernerhaus skiën.

## De reis gaat verder
Om nog hoger te komen, moet men de GletscherBus III of de Gefrorene Wand 3a nemen, allebei eindigend op 3250 meter hoogte. Op drukke dagen kan men ook met de lift met gondels voor 4 personen, de 4er TuxerFernerhaus naar boven naar de Tuxer Fernerhaus.

## Zie ook

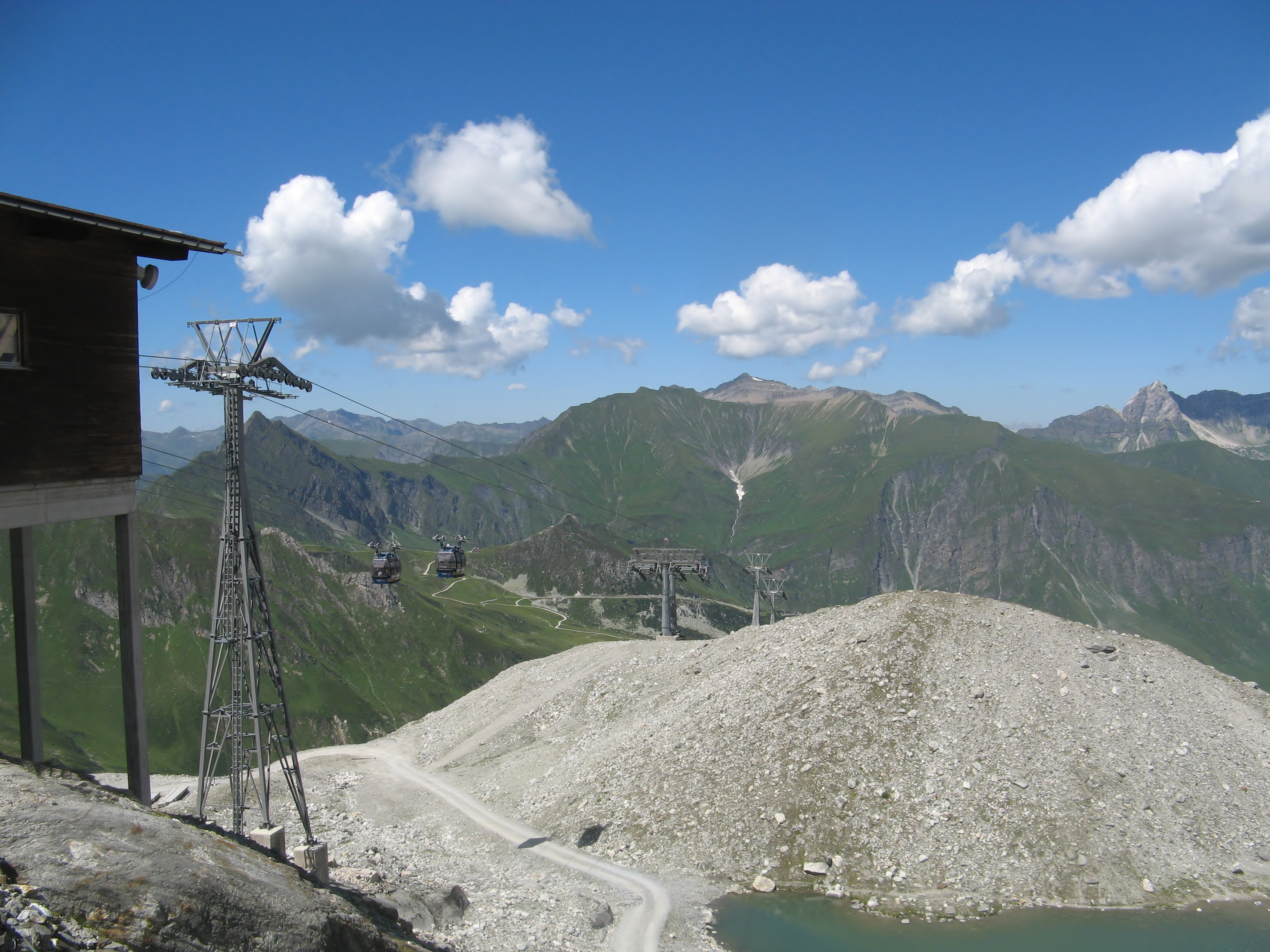
De GletscherBus 2 bij het Tuxer Fernerhaus